# Mesnil-Saint-Georges
Mesnil-Saint-Georges è un comune francese di 182 abitanti situato nel dipartimento della Somme nella regione dell'Alta Francia.

## Società

### Evoluzione demografica
Abitanti censiti